# De stenen god
De stenen god is een  stripverhaal uit de reeks van Jerom.

## Locaties
- Strand, Paaseiland

## Personages
- Jerom, Odilon, professor Barabas, tante Sidonia, inheemse beowners, Rapan (tovenaar), danseressen

## Het verhaal
De vrienden genieten op het strand en Odilon vindt een briefje in een fles. Hij werpt een fles met een zelfgeschreven briefje terug in de zee. Enkele maanden later gaan de vrienden naar Paaseiland om onderzoek te doen naar de herkomst van de beelden daar. Professor Barabas houdt met de radio contact. Op het Wahoe eiland blijken de inheemse bewoners Jerom te aanbidden. Tante Sidonia vliegt terug om de vertaalmachine van professor Barabas te halen, zodat ze kunnen uitzoeken waarom de inheemsen Jerom aanbidden. Jerom en Odilon onderzoeken intussen de grote stenen beelden. De steensoort komt van een naburig eiland en ze varen op een vlot naar Teopi. Jerom zet een beeld op het vlot en ze varen terug, maar merken niet dat de tovenaar en enkele andere mannen hen volgen.
Jerom zet het beeld omhoog en Odilon wordt gevangen genomen door de tovenaar. De tovenaar dreigt Odilon te doden. Jerom is volgens hem een valse god, het beeld is een echte god. Tante Sidonia komt terug met de vertaalmachine en op deze manier kunnen ze met de inheemsen spreken. Ze horen dat op Teopi een groot beeld staat dat kan spreken. Odilon is inmiddels op het andere eiland en ziet een enorm beeld van Jerom. Het beeld wil dat Odilon geofferd wordt en hij wordt op een offerblok gelegd. Als het volle maan is, zal hij geofferd worden. Dan scheert er een bolbliksem over het eiland en Odilon en zijn bewakers worden meegesleurd.
Odilon vlucht weg en kan met een boot naar het andere eiland varen. Halverwege is hij uitgeput en besluit de hut in brand te steken en hoopt dat Jerom de rooksignalen ziet. Tante Sidonia en Jerom vliegen naar hem toe en bekogelen zijn achtervolgers met kokosnoten. Een krijger is overgebleven en dan springt Jerom zelf in het bootje. Odilon wordt terug gebracht naar het Wahoe eiland en hij vertelt dat het hoofd van Jerom is uitgebeeld op het andere eiland. Met de vertaalmachine worden de inheemse bewoners op de hoogte gebracht en Jerom bouwt enorme katapults op het strand. Jerom zwemt naar het andere eiland om het beeld te halen. Hij zet het beeld in het dorp en stuurt alle inheemse bewoners het bos in. De aanvallers komen aan land en schrikken als ze het enorme beeld zien. 
Het beeld zegt dat Rapan een bedrieger is en de tovenaar moet vluchten voor zijn eigen mensen. Er wordt feest gevierd en de volgende dag vliegen de vrienden terug. Jerom vraagt zich af hoe zijn hoofd op Paaseiland opgedoken was en dan vertelt Odilon over het briefje wat hij in een fles gedaan had. Dit briefje was geschreven op de achterkant van de foto van Jerom.